# Rue des Trois-Artichauts
La rue des Trois-Artichauts est une voie publique du quartier de Saint-Irénée dans le 5e arrondissement de la ville de Lyon, en France. Elle relie l'avenue de la Première-division-française-libre à la montée Saint-Laurent.

## Toponymie
Selon Louis Maynard, la rue porte le nom de l'enseigne d'une hôtellerie disparue. Selon Simone Wyss, l'artichaut mentionné pourrait avoir figuré sur l'enseigne de l'auberge.

## Histoire
La rue a porté les noms de chemin des vieilles fourches et chemin du petit Choulan, puis aux alentours de 1820 elle prend son nom actuel de « Trois-Arthichauts ». L'auteure Simone Wyss corrobore Louis Maynard quant à l'origine du toponyme avec la présence d'une ancienne auberge comportant cour, jardin et vignes, comme indiqué sur le registre paroissial de Saint-Irénée entre 1803 et 1810. Cet établissement était la propriété du dessinateur Daniel Roux depuis 1779.
Le 28 octobre 1859, à proximité de la rue des Trois-Artichauts et de la montée de Choulans est découvert le mammouth de Choulans par Claude Jourdan lors d'un chantier (le percement d'un tunnel ferroviaire).